# Aix-Noulette
Aix-Noulette és un municipi francès situat al departament del Pas de Calais i a la regió dels Alts de França. L'any 2007 tenia 3.754 habitants.

## Demografia

### Població
El 2007 la població de fet d'Aix-Noulette era de 3.754 persones. Hi havia 1.412 famílies de les quals 336 eren unipersonals (123 homes vivint sols i 213 dones vivint soles), 427 parelles sense fills, 526 parelles amb fills i 123 famílies monoparentals amb fills.
La població ha evolucionat segons el següent gràfic:
Habitants censats

### Habitatges
El 2007 hi havia 1.517 habitatges, 1.442 eren l'habitatge principal de la família, 4 eren segones residències i 71 estaven desocupats. 1.331 eren cases i 183 eren apartaments. Dels 1.442 habitatges principals, 1.044 estaven ocupats pels seus propietaris, 385 estaven llogats i ocupats pels llogaters i 13 estaven cedits a títol gratuït; 8 tenien una cambra, 70 en tenien dues, 187 en tenien tres, 450 en tenien quatre i 728 en tenien cinc o més. 1.186 habitatges disposaven pel capbaix d'una plaça de pàrquing. A 663 habitatges hi havia un automòbil i a 653 n'hi havia dos o més.

### Piràmide de població
La piràmide de població per edats i sexe el 2009 era:
| Homes | Edats   | Dones |
| ----- | ------- | ----- |
| 4     | 95 o +  | 0     |
| 8     | 90 a 94 | 8     |
| 4     | 85 a 89 | 48    |
| 24    | 80 a 84 | 40    |
| 44    | 75 a 79 | 76    |
| 72    | 70 a 74 | 72    |
| 68    | 65 a 69 | 116   |
| 84    | 60 a 64 | 68    |
| 76    | 55 a 59 | 72    |
| 128   | 50 a 54 | 144   |
| 128   | 45 a 49 | 136   |
| 176   | 40 a 44 | 160   |
| 128   | 35 a 39 | 164   |
| 104   | 30 a 34 | 64    |
| 124   | 25 a 29 | 128   |
| 108   | 20 a 24 | 108   |
| 168   | 15 a 19 | 168   |
| 160   | 10 a 14 | 172   |
| 140   | 5 a 9   | 156   |
| 64    | 0 a 4   | 104   |

## Economia
El 2007 la població en edat de treballar era de 2.504 persones, 1.720 eren actives i 784 eren inactives. De les 1.720 persones actives 1.551 estaven ocupades (831 homes i 720 dones) i 169 estaven aturades (89 homes i 80 dones). De les 784 persones inactives 265 estaven jubilades, 300 estaven estudiant i 219 estaven classificades com a «altres inactius».

### Ingressos
El 2009 a Aix-Noulette hi havia 1.420 unitats fiscals que integraven 3.634,5 persones, la mediana anual d'ingressos fiscals per persona era de 17.513 €.

### Activitats econòmiques
Dels 116 establiments que hi havia el 2007, 1 era d'una empresa extractiva, 3 d'empreses alimentàries, 7 d'empreses de fabricació d'altres productes industrials, 13 d'empreses de construcció, 18 d'empreses de comerç i reparació d'automòbils, 6 d'empreses de transport, 10 d'empreses d'hostatgeria i restauració, 3 d'empreses d'informació i comunicació, 8 d'empreses financeres, 5 d'empreses immobiliàries, 12 d'empreses de serveis, 18 d'entitats de l'administració pública i 12 d'empreses classificades com a «altres activitats de serveis».
Dels 28 establiments de servei als particulars que hi havia el 2009, 1 era una oficina de correu, 1 funerària, 2 tallers de reparació d'automòbils i de material agrícola, 1 autoescola, 1 guixaire pintor, 1 fusteria, 2 lampisteries, 3 electricistes, 2 empreses de construcció, 7 perruqueries, 1 veterinari, 4 restaurants, 1 agència immobiliària i 1 saló de bellesa.
Dels 9 establiments comercials que hi havia el 2009, 1 era un hipermercat, 1 una gran superfície de material de bricolatge, 1 una botiga de menys de 120 m², 1 una peixateria, 2 botigues de mobles, 1 una botiga de material de revestiment de parets i terra i 2 floristeries.
L'any 2000 a Aix-Noulette hi havia 14 explotacions agrícoles.

## Equipaments sanitaris i escolars
El 2009 hi havia 1 farmàcia i 1 ambulància.
El 2009 hi havia 1 escola maternal i 1 escola elemental.

## Poblacions més properes
El següent diagrama mostra les poblacions més properes.